# Tour Bois-le-Prêtre
Tour Bois-le-Prêtre je mrakodrap v Paříži. Nachází se v 17. obvodu na křižovatce ulic Boulevard du Bois-le-Prêtre, po kterém nese své jméno a Rue Pierre-Rebière na severní hranici města v těsném sousedství hřbitova Batignoles. Majitelem stavby, která slouží výhradně nájemnímu bydlení, je město Paříž.

## Architektura
Autorem tour Bois-le-Prêtre je architekt Raymond Lopez, který roku 1957 postavil obdobnou stavbu v Berlíně poblíž Tiergarten. Pařížská budova se skládá z prefabrikovaných prvků sestavených v betonovém rámu o šířce 16 cm a na betonových podlahách mocných 26 cm; stavba má 17 pater a je vysoká 50 metrů. Její plocha byla 8 900 m², po rozšíření v období 2007 až 2010 vzrostla na 12 460 m².

## Historie
V roce 1954 provedl Raymond Lopez urbanistickou studii, která měla zmapovat poslední volné pozemky v Paříži, vytipovat oblasti, kde je žádoucí stavět a najít vhodné pozemky, kde se má začít stavět jako první. Budova byla postavena v letech 1959–1961 pro město Paříž jako dům s regulovaným nájemným. Jednalo se o první stavbu v rámci urbanizace území na severu 17. a 18. obvodu, mezi Maršálskými bulváry a městským obchvatem, který v té době ještě neexistoval (úsek byl otevřen léta 1966).
V roce 1990 byla stavba renovována. Práce zahrnovaly opravy vnější izolace, vytápění, fasády aj. V březnu 2002 město Paříž rozhodlo v rámci programu obnovy městských celků o zboření sousedního mrakodrapu Borel, který stál příliš blízko městského okruhu, a následné rozsáhlé rekonstrukci mrakodrapu Bois-le-Prêtre. V roce 2005 byla vyhlášena architektonické soutěž, ve které zvítězili architekti Frédéric Druot, Anne Lacatonová a Jean-Philippe Vassal. Při rekonstrukci byla fasáda opatřena zasklenými lodžiemi a balkony, aby došlo ke snížení spotřeby energie. Rekonstrukce probíhala v letech 2007–2010 a bylo nutné při ní vystěhovat obyvatele. Náklady na rekonstrukci činily 11,2 milionu eur, zatímco zbourání a stavba nového objektu by vyšly na 20 milionů eur.